# Quily
Quily korábbi község Franciaországban, Morbihan megyében. Lakosainak száma 355 fő (2018. január 1.). Quily Guillac, Le Roc-Saint-André, Lizio, Saint-Servant és Val d’Oust községekkel határos.
2016. január 1-jén Le Roc-Saint-André és La Chapelle-Caro korábbi községgel egyesült és az így létrejött Val d’Oust új község része lett.

## Népesség
A település népességének változása:
| Lakosok száma | 303  | 312  | 291  | 273  | 239  | 324  | 342  | 349  | 352  | 355  |
|               | 1962 | 1968 | 1982 | 1990 | 1999 | 2008 | 2011 | 2013 | 2017 | 2018 |